# Dimítrios Khatzís

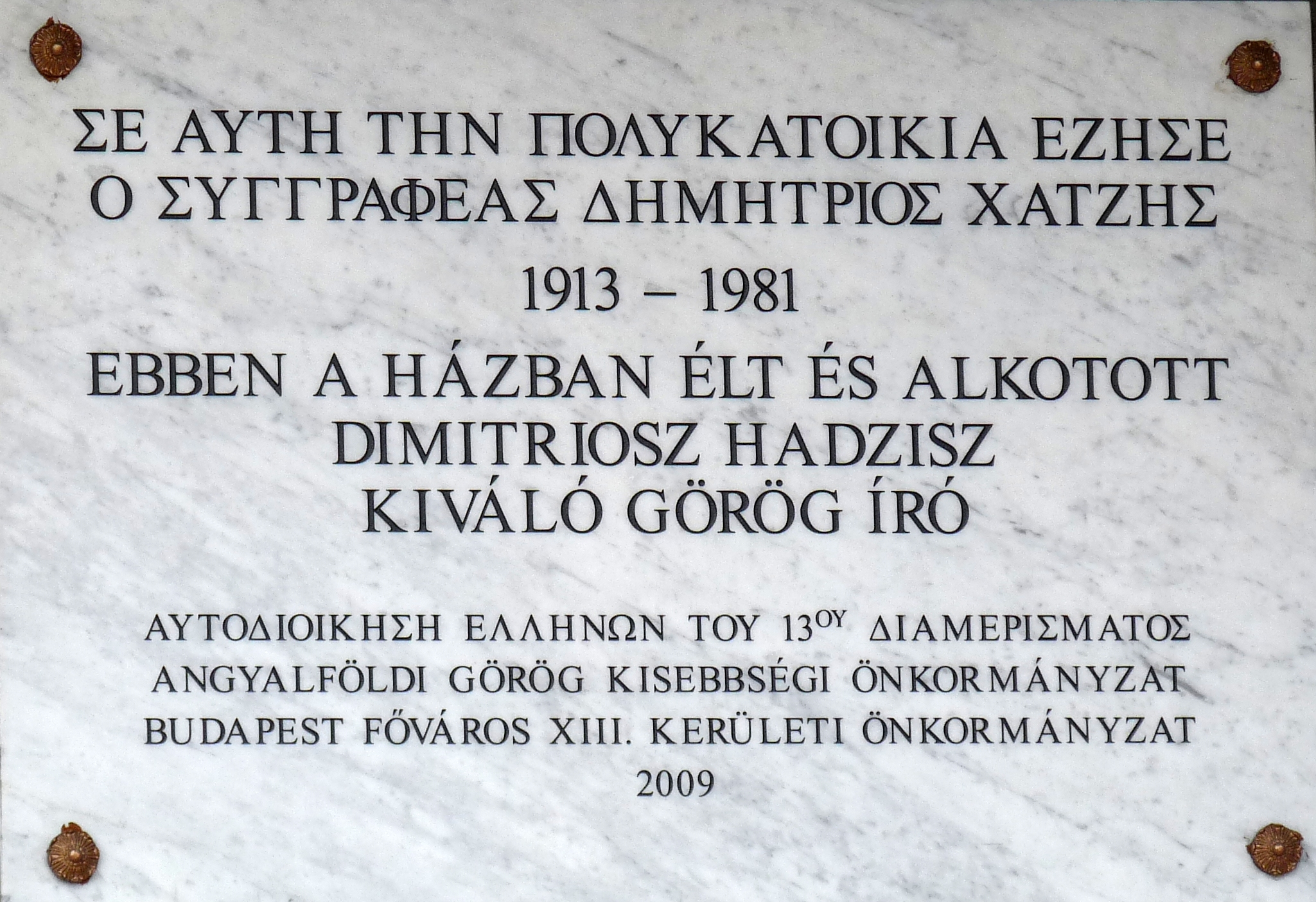
Placa a Budapest, commemorant la vida de Khatzís

Dimítrios Khatzís (en grec: Δημήτριος Χατζής) (Ioànnina, 13 de novembre de 1913 – Atenes, 20 de juliol de 1981) fou un periodista i novel·lista grec.
Khatzís va néixer a Ioànnina (Epir), nord-oest de Grècia, sent fill del periodista i escriptor Georgios Khatzís. Es graduà a l'Escola Zosimaia de la seva terra. L'any 1930, després de la mort del seu pare, el succeí com a director del periòdic Epirus. Entre 1932 i 1934 s'apropà a postulats marxistes i s'afilià al Partit Comunista de Grècia. L'any 1936 fou detingut pel règim de Ioannis Metaxàs per activitats comunistes.
Khatzís s'involucrà a la Guerra civil grega (1946-1949), en la que s'allistà a l'Exèrcit Democràtic de Grècia. En conseqüència, d'acord amb la derrota de les esquerres, s'exilià i, fins a la legalització del Partit Comunista de Grècia l'any 1975, residí en diversos països socialistes de l'Europa de l'Est.

## Obres seleccionades
- Φωτιά ("El foc"), 1946.[4]
- Το τέλος της μικρής μας πόλης ("La fi de la nostra petita ciutat"), 1960.[4]
- Ανυπεράσπιστοι ("Desarmats"), 1966.[4]
- El llibre doble ("Το Διπλό Βιβλίο"), 1976, considerada com una de les novel·les més importants de la literatura grega de post-guerra.[5] Publicat en català per Tigre de paper edicions l'any 2021.[4]
- Σπουδές ("Estudis"), 1976.